# Villefranche-sur-Cher
Villefranche-sur-Cher é uma comuna francesa na região administrativa do Centro, no departamento Loir-et-Cher. Estende-se por uma área de 27,36 km². Em 2010 a comuna tinha 2 728 habitantes (densidade: 99,7 hab./km²).